# Hansruedi Führer
Hansruedi Führer (ur. 24 grudnia 1937) – piłkarz szwajcarski grający na pozycji obrońcy. W swojej karierze rozegrał 19 meczów w reprezentacji Szwajcarii.

## Kariera klubowa
Swoją karierę piłkarską Führer rozpoczął w klubie BSC Young Boys. Zadebiutował w nim w pierwszej lidze szwajcarskiej. W Young Boys grał do 1966 roku i wtedy też przeszedł do Grasshoppers Zurych.

## Kariera reprezentacyjna
W reprezentacji Szwajcarii Führer zadebiutował 26 maja 1965 roku w przegranym 0:1 towarzyskim meczu z RFN, rozegranym w Bazylei. W 1966 roku był w kadrze Szwajcarii na Mistrzostwa Świata w Anglii. Na tym turnieju rozegrał 3 mecze: z RFN (0:5), z Hiszpanią (1:2) i z Argentyną (0:2). Od 1965 do 1968 roku rozegrał w kadrze narodowej 19 meczów.